# Kraľovany
Kraľovany este o comună slovacă, aflată în districtul Dolný Kubín din regiunea Žilina, pe malul râului Váh. Localitatea se află la altitudinea de 430 m deasupra n.m., se întinde pe o suprafață de 18,81 km2 și în 2017 număra 432 de locuitori. Se învecinează cu comuna Stankovany.

## Istoric
Localitatea Kraľovany este atestată documentar din 1363.

## Demografie
| An:                | 1994 | 2004   | 2014   | 2024   |
| ------------------ | ---- | ------ | ------ | ------ |
| Număr de persoane: | 478  | 465    | 443    | 430    |
| Diferență:         |      | −2,71% | −4,73% | −2,93% |

| An:                | 2023 | 2024   |
| ------------------ | ---- | ------ |
| Număr de persoane: | 429  | 430    |
| Diferență:         |      | +0,23% |